# الکتریسیته (فیلم)
«الکتریسیته» (انگلیسی: Electricity (film)) یک فیلم است که در سال ۲۰۱۴ منتشر شد.